# Курутія тепуйська
Куру́тія тепуйська (Cranioleuca demissa) — вид горобцеподібних птахів родини горнерових (Furnariidae). Мешкає на Гвіанському нагір'ї.

## Підвиди
Виділяють два підвиди:
- C. d. cardonai (Phelps Jr & Dickerman, 1980) — тепуї на півдні Венесуели в Амасонасі (Небліна, Пару, Параке і Дуїда[en]) і центральному Боліварі (Табаро, Гуайкініма[es]);
- C. d. demissa (Salvin & Godman, 1884) — тепуї на півдні Венесуели (Рорайма і регіон Гран-Сабана на південному сході Болівару), на сході Гаяни (Аянґанна, спостерігалися на горі Кова) та на крайній півночі Бразилії (гора Рорайма).

## Поширення і екологія
Тепуйські курутії мешкають в тепуях на південному сході і півдні Венесуели та в сусідніх районазх Гаяни і Бразилії. Вони живуть у вологих гірських тропічних лісах. Зустрічаються на висоті від 1100 до 2450 м над рівнем моря.